# 米隆堡
米隆堡（法語：La Ferté-Milon，法語發音：[la fɛʁte milɔ̃]），法国北部城市，上法兰西大区埃纳省的一个市镇，隶属于苏瓦松区，其市镇面积为18.35平方公里，2022年1月1日时人口数量为2,040人，在法国城市中排名第5,203位。
米隆堡位于埃纳省西南部，乌尔克河畔，与瓦兹省接壤，是一个区域性的中心城市。米隆堡火车站是法兰西岛大区铁路P线的一个终点站。法国剧作家让·拉辛出生于米隆堡。

## 地名来源

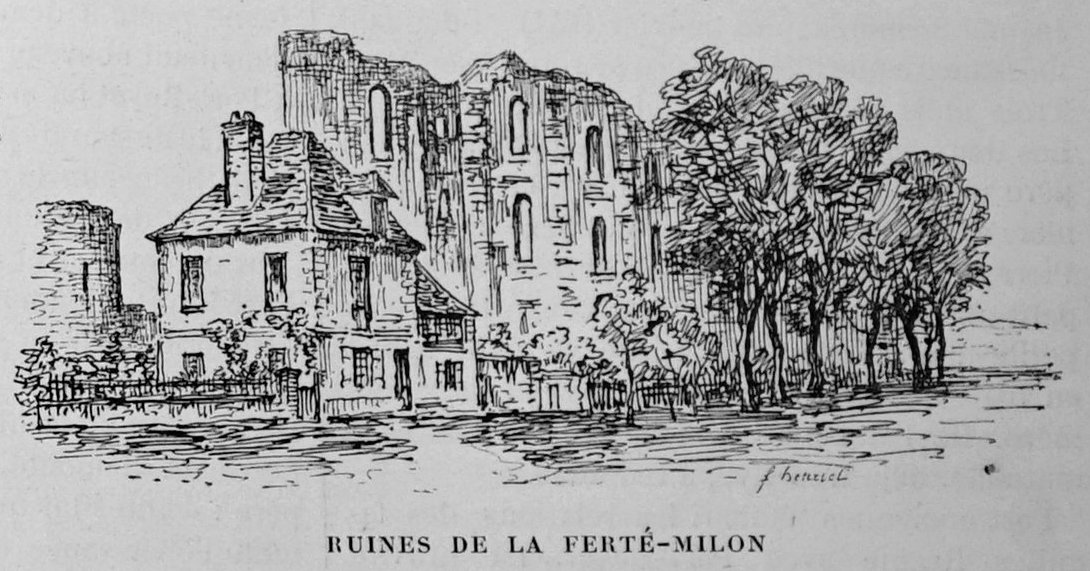
20世纪初的米隆堡

“米隆”一名来源于日耳曼人物“Milo”，后者曾为当地的封建领主。

## 历史
米隆堡的早期历史尚不清楚，中世纪及近代长期为瓦卢瓦地区的一个普通村落。1213年，瓦卢瓦被划入法兰西王室。14世纪时，奥尔良公爵路易一世在此修建米隆堡城堡。宗教战争期间，新教联军将领安托万（Antoine de Saint-Chamant）曾将米隆城堡作为一个据点，此后被亨利四世捣毁，城堡亦被拆除。法国大革命后，米隆堡成为埃纳省的一个市镇。工业革命期间，连接莫城和兰斯之间的特里波尔－巴佐什铁路由此通过，该铁路米隆堡以西的路段自2004年起开行法兰西岛大区铁路P线，以东的路段则于2016年4月关闭。2017年，米隆堡由蒂耶里堡区划归至苏瓦松区。

## 地理

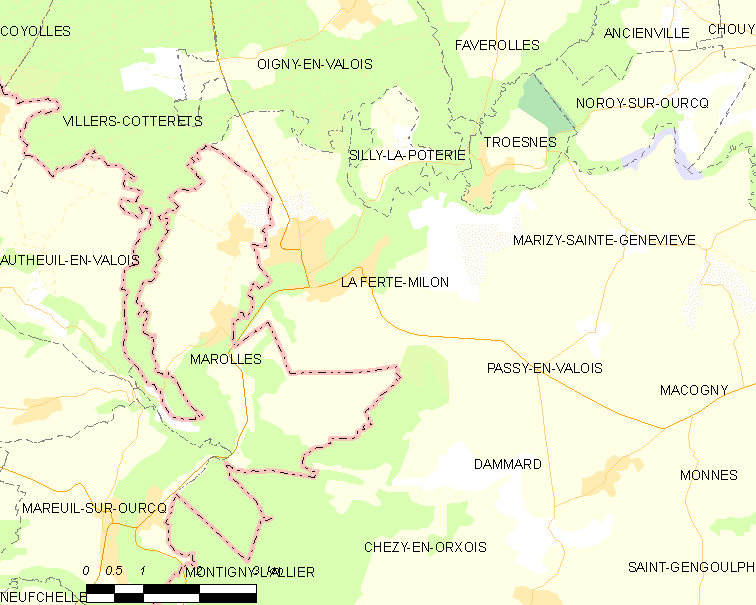
米隆堡市镇范围地图

米隆堡位于法国北部，上法兰西大区东南部和埃纳省西南部，距离省会拉昂大约66公里。与米隆堡接壤的市镇包括：奥尔苏瓦地区谢济、达马尔、马里济-圣热讷维耶沃、瓦卢瓦地区瓦尼、瓦卢瓦地区帕西、锡利拉波特里、特罗埃讷、维莱科特雷、马罗勒。

### 地形
米隆堡位于巴黎盆地中东部腹地，境内以浅丘为主，市镇中心位于一处河谷之中，南北两侧相对较高，全境海拔在62到156米之间。

### 水文
乌尔克河自东北向西南流经境内，属于塞纳河水系。该河曾经过渠化改造，米隆堡段部分区域有人工开凿的运河。

### 植被
米隆堡属于温带阔叶混交林区，林地广泛分布于境内的坡地地区。
在鲜花城市的评比中，米隆堡暂未被评级。

### 气候
米隆堡在柯本气候分类法中属于温带海洋性气候。

## 行政区划
米隆堡的市镇编号为02307，邮政编号为02460。
在行政管理方面，米隆堡隶属于法国上法兰西大区埃纳省苏瓦松区；在地方选举方面，米隆堡隶属于维莱科特雷县，其市镇范围全境被划入埃纳省第五选区；在社会管理方面，米隆堡是瓦卢瓦地区雷茨市镇公共社区的组成部分。
法国国家统计与经济研究所（简称）在进行数据统计时，将包括米隆堡在内的1,794个市镇划入巴黎城市区。自2020年起，巴黎城市区被包含1,949个市镇的巴黎城市辐射区代替。此外，还将米隆堡市镇整体看作一个“块区”（IRIS）。

## 交通

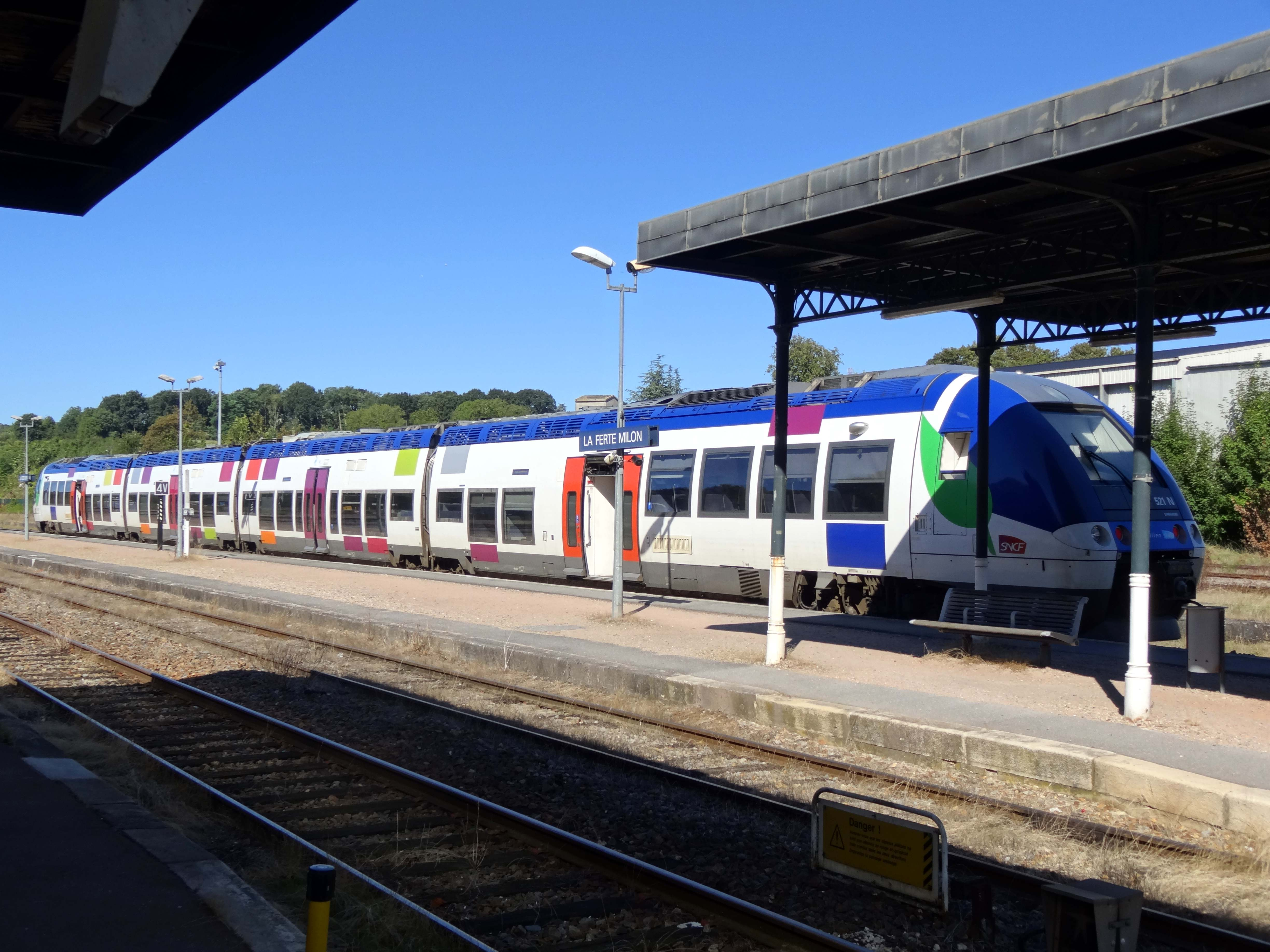
米隆堡站内停靠的一辆大区铁路P线列车

### 公路
多条埃纳省省道在米隆堡境内交汇，马恩-莫兰城际巴士65路经过米隆堡，可前往米尔蒂安地区迈；另有校车线路可前往苏瓦松、菲姆以及维莱科特雷。
| 8 | 49 |

| 19 | 31 |

| 拉昂 | 69 |

| 苏瓦松 | 33 |

| 莫城 | 34 |

| 蒂耶里堡 | 31 |

| 维莱科特雷 | 10 |

| 瓦卢瓦地区克雷皮 | 26 |

2018年，73.4%的米隆堡家庭拥有至少一辆私人汽车。2018年，米隆堡境内共发生各类交通事故1起，造成2人受伤。

### 铁路
米隆堡位于特里波尔－巴佐什铁路上。米隆堡站位于市区中南部，停靠法兰西岛大区快铁P线（莫城至米隆堡段）。

### 航空
距离米隆堡最近的民用航空站为巴黎戴高乐机场，距离米隆堡市中心的公路里程约55公里。

### 城市公共交通
截至2022年8月，米隆堡暂无城市公共交通系统。

## 政治

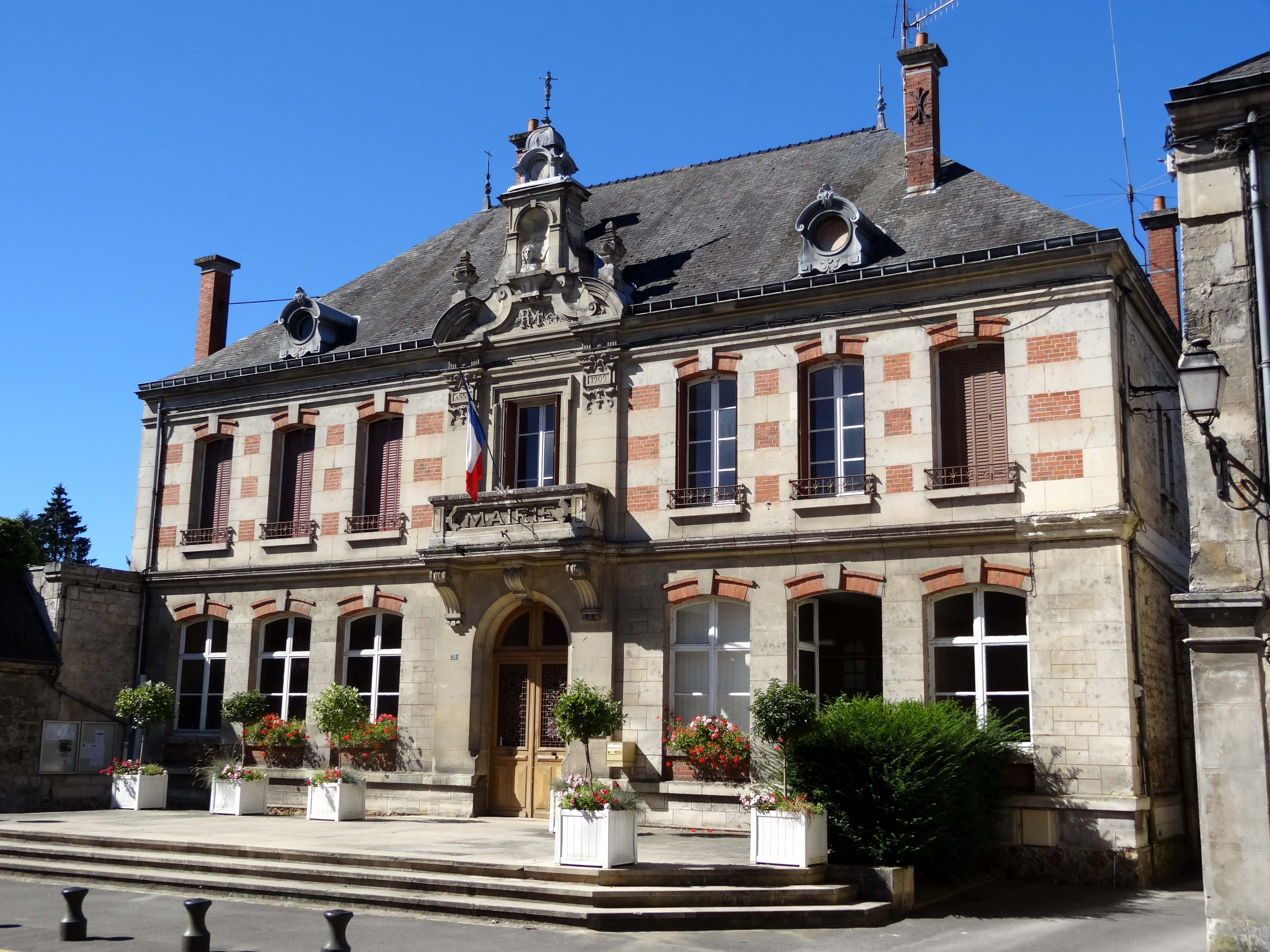
米隆堡市政厅

米隆堡的现任市长为塞丽娜·勒弗雷尔女士（Céline LE FRÈRE），她是一名无党派人士的一名成员，在2020年的市政选举中获得了66.17%的支持率。
在2022年的法国总统大选中，法国极右翼政党国民阵线主席玛丽娜·勒庞在米隆堡获得了62.26%的支持率。

## 人口
2018年，米隆堡市镇人口数量为2,077，在法国排名第5,203位。其中男性1,008人，女性1,069人，75岁及以上人口占7.8%，外籍人口数量为423人，人口密度为113人/平方公里，当地居民被称为（男性）或（女性）。2019年，米隆堡境内出生19人，死亡人口24人。
| 米隆堡1901年－2019年人口变化情况 |
|                                  |
| 数据来源：Cassini、INSEE         |

## 经济
截止2022年8月，米隆堡共有各类用人单位214家，平均历史为19年，其中98.18%为中小型企业（PME），2022年6月至8月间，当地的经济活力指数为0.93%。（日用塑料制品）和（塑料制品）是当地2020年营业额最高的三个企业，分别为8,954,567欧元和634,794欧元。

## 财政收入
2020年，米隆堡的财政收入总额为1,948,850欧元，财政支出总额为1,820,360欧元，当年的债务总额为644,000欧元。2021年，米隆堡市镇共获得553,829欧元的国家财政补助，比上一年减少了0.54%。
2019年，米隆堡的人均月收入总额为2,194欧元，其中高级职员为3,510欧元，低于法国平均水平（4,230欧元）；中级职员为2,477欧元，高于法国平均水平（2,411欧元）；普通职员为1,890欧元，高于法国平均水平（1,740欧元）。
2018年，米隆堡境内的青壮年（15至64岁）失业率为15.2%，当地47.0%的家庭拥有纳税资格，平均纳税2,424欧元，低于法国平均水平（3,910欧元）。

## 社会事务

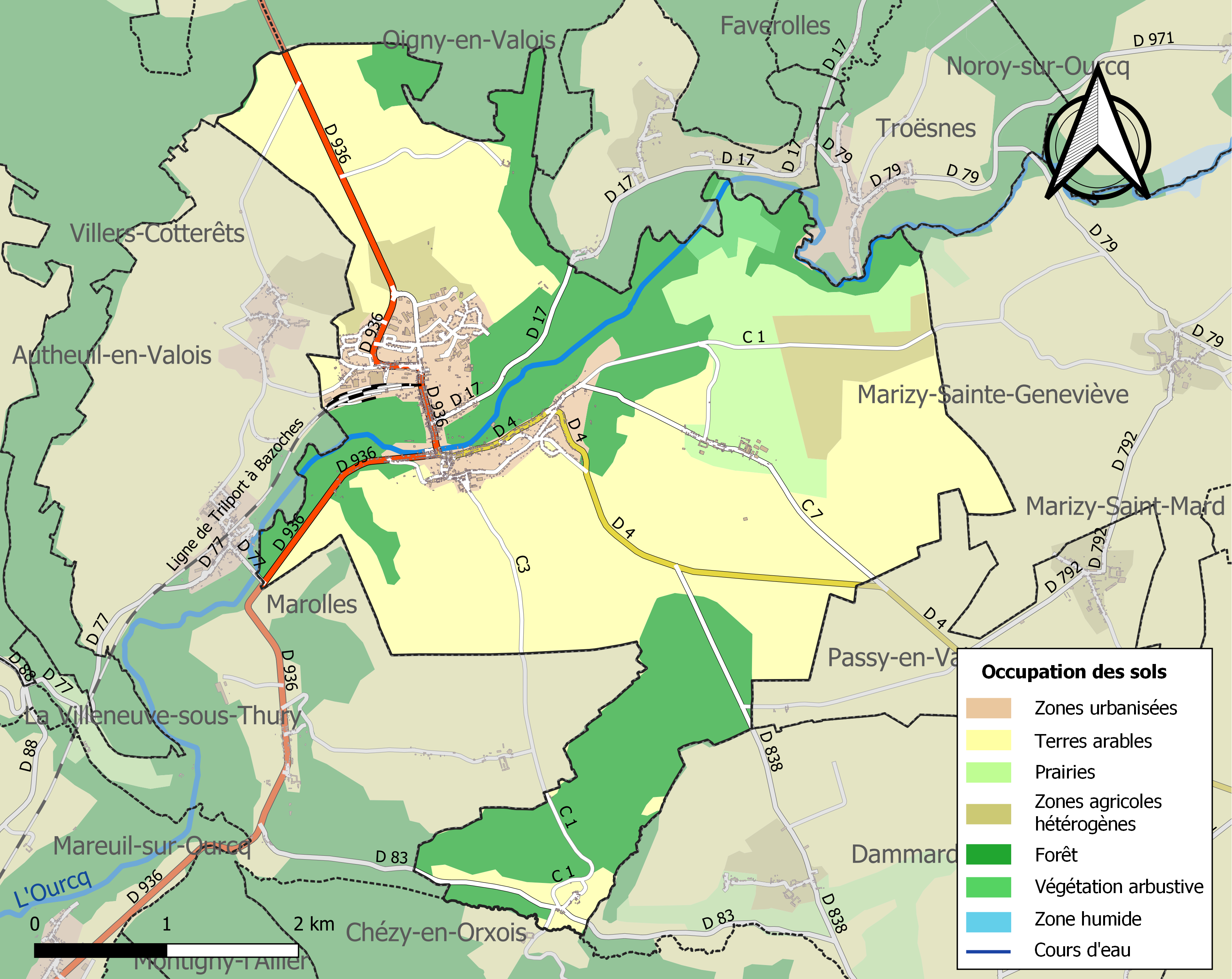
米隆堡土地利用情况地图

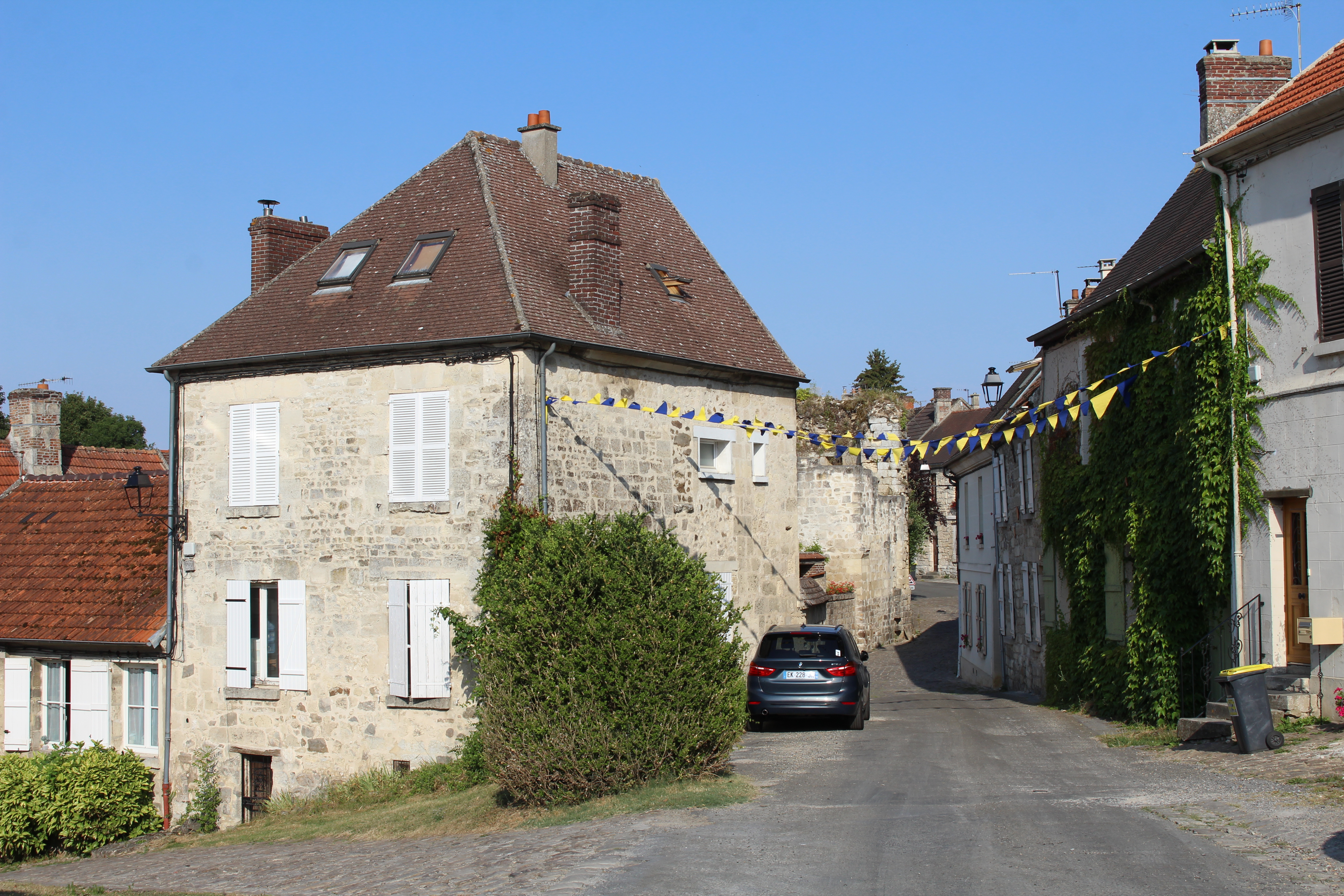
米隆堡旧城堡街

### 教育
米隆堡属于亚眠学区。截止2019年1月1日，米隆堡境内共有1所幼儿园、1所小学和1所职业高中。

### 医疗
截止2020年1月1日，米隆堡境内共有全科医生2名、保健师1名、牙医3名和护士5名。境内共有药房1家、养老院1家。
距离米隆堡最近的区域性医疗机构为“瓦卢瓦地区克雷皮中心医院”（Centre Hospitalier de Crépy-en-Valois），其主病区“圣拉扎尔医院”（Hôpital Saint Lazare）位于瓦卢瓦地区克雷皮市区，距离米隆堡市区大约21公里，设有床位60个。蒂耶里堡中心医院（Centre hospitalier de Château-Thierry）距离米隆堡市区大约34公里，设有床位186个。

### 住房
2018年，米隆堡境内共有各类住房1,039套，其中70.6%为独立式居民区，29.1%为集中式居民区。常住房屋占米隆堡市镇范围内居民建筑总量的85.9%。
在住房保障政策方面，2020年，米隆堡境内共有167户家庭获得了住房经济补助，受益人数占总人口数量的8.0%，其中152份为房租补助。

### 商业
2019年，米隆堡境内共有各类实体商铺39家，其中餐厅5家、杂货店1家、面包房2家、肉铺1家、银行门店1家、美容美发店3家、汽车维修店4家。市区北部建有一家家乐福超市。

### 体育
2020年，米隆堡境内共有1间体育馆、3处网球场、1处足球或橄榄球场以及1处篮球或排球场。
截至2022年8月，米隆堡人体育俱乐部（Association Sportive Milonaise，编号519590）是当地唯一的注册足球俱乐部，其主队2022至2023赛季参加埃纳省足球联赛丙组（法国第十一级别），其主场为市政球场（Stade Municipal）。

### 环境
米隆堡的环境事务由其所属的公共社区负责。2019年，米隆堡境内暂无污染企业。

### 治安
2019年，米隆堡市镇范围内有1处宪兵队。
米隆堡及其附近的共152个市镇是苏瓦松国家宪兵队（zone gendarmerie de Soissons）的管辖范围。2020年，该宪兵队累计记录各类案件2,372起，其中盗窃类案件1,178起，经济类案件339起，毒品交易类案件157起。

## 文化
2020年，米隆堡境内有1家电影院。米隆堡市政府提供市政图书馆，每周二、三、五下午向公众开放。

### 建筑
米隆堡境内有多处历史建筑，其中米隆堡城堡遗址、米隆堡圣母教堂等为法国国家文物保护单位。

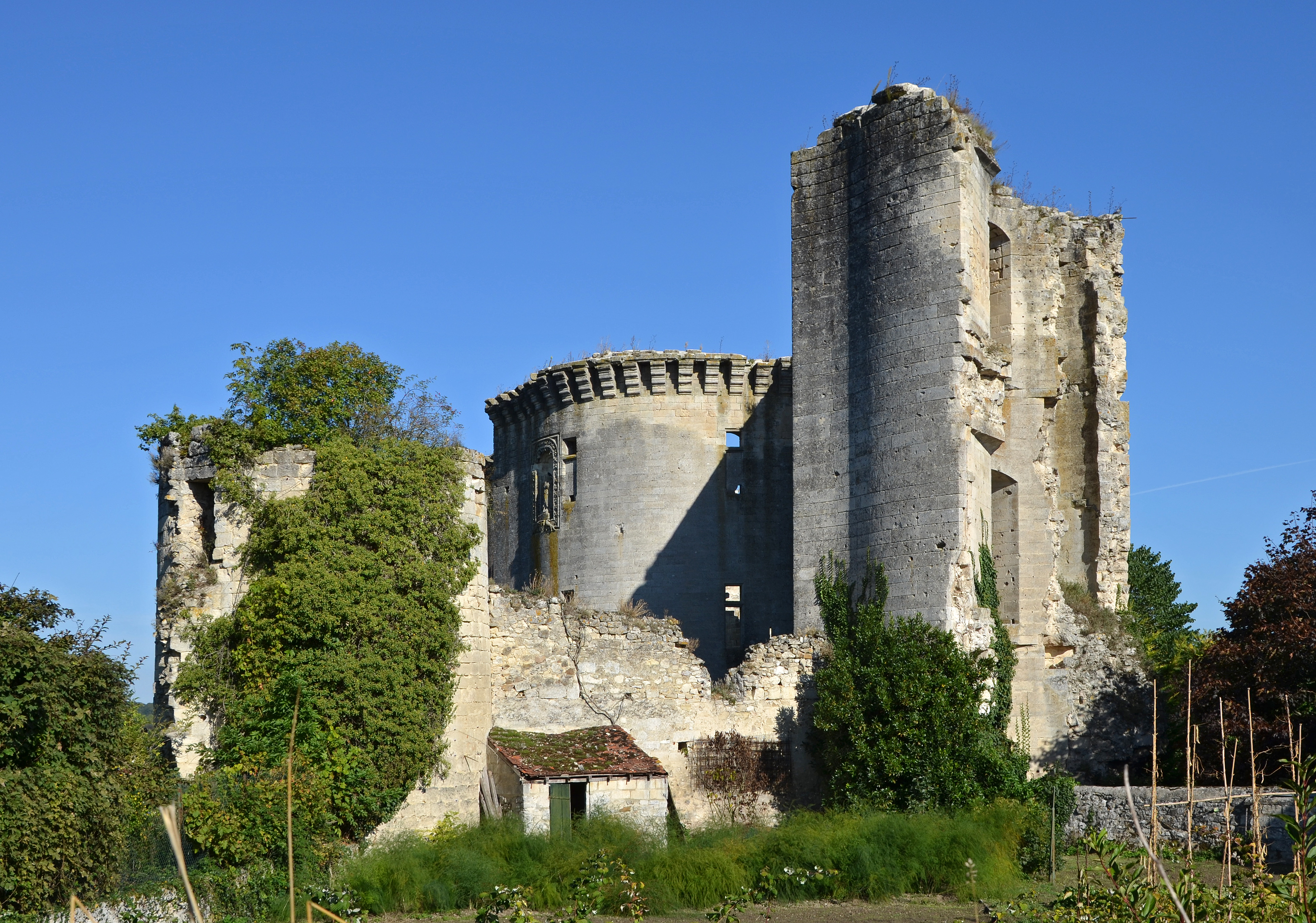
米隆堡城堡（法语：Château de La Ferté-Milon）遗址
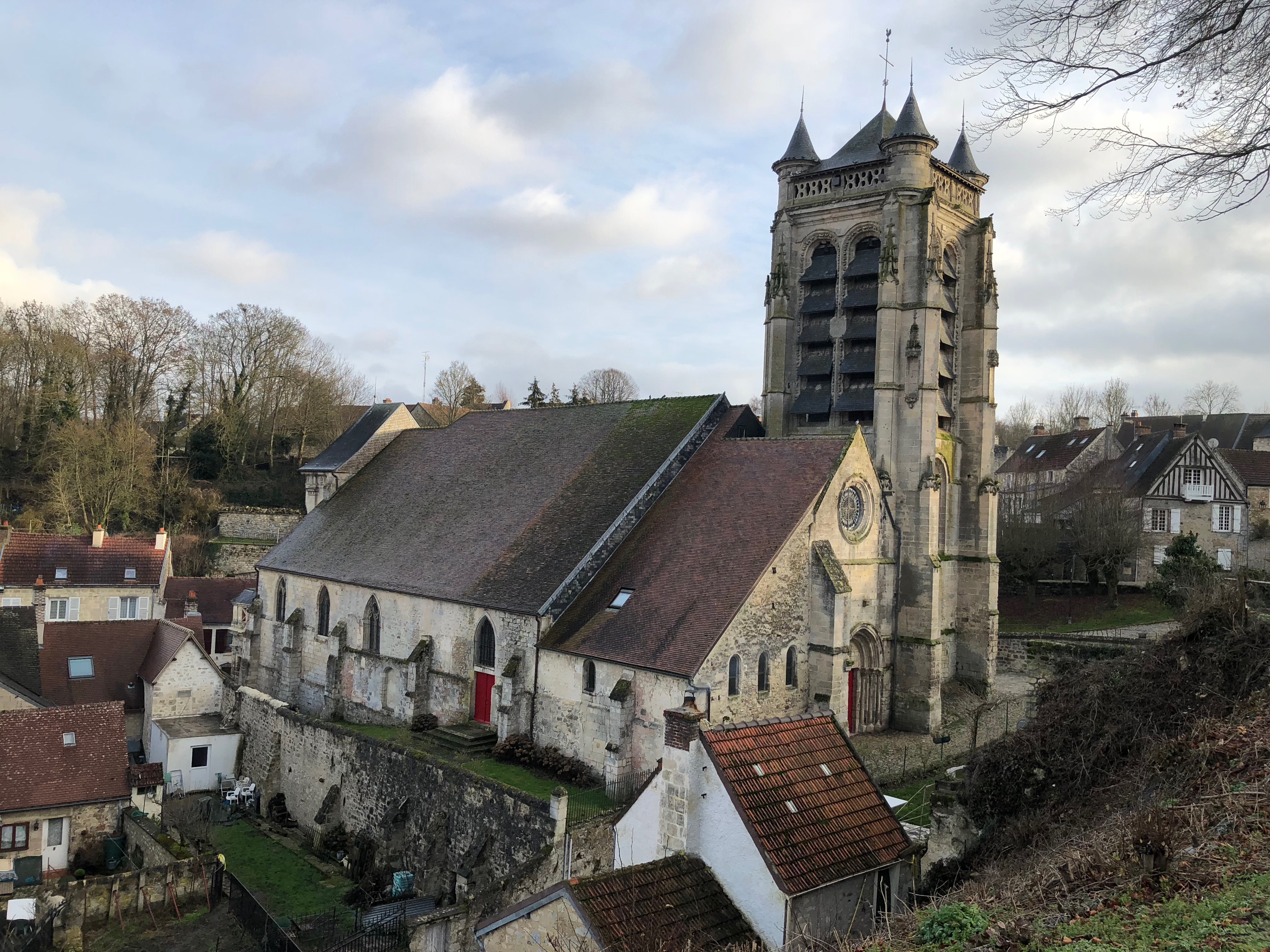
米隆堡圣母教堂（法语：Église Notre-Dame de La Ferté-Milon）
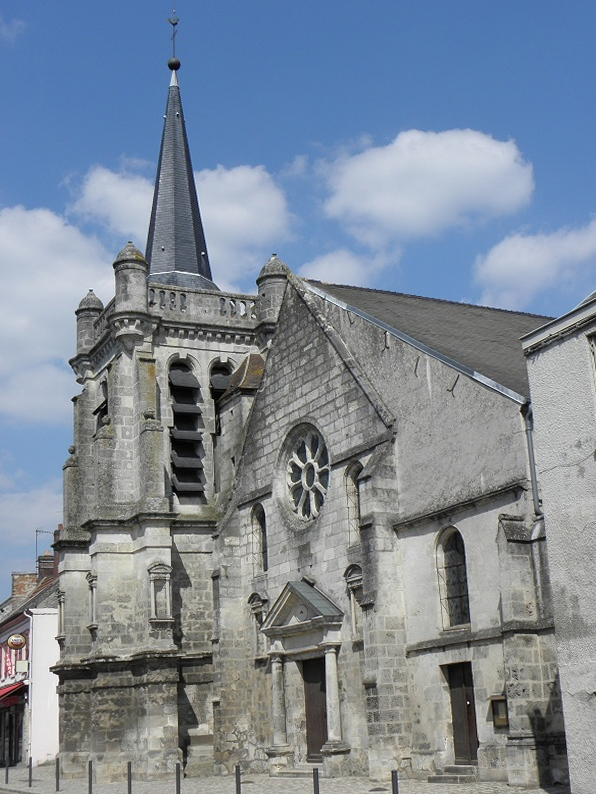
圣尼古拉教堂
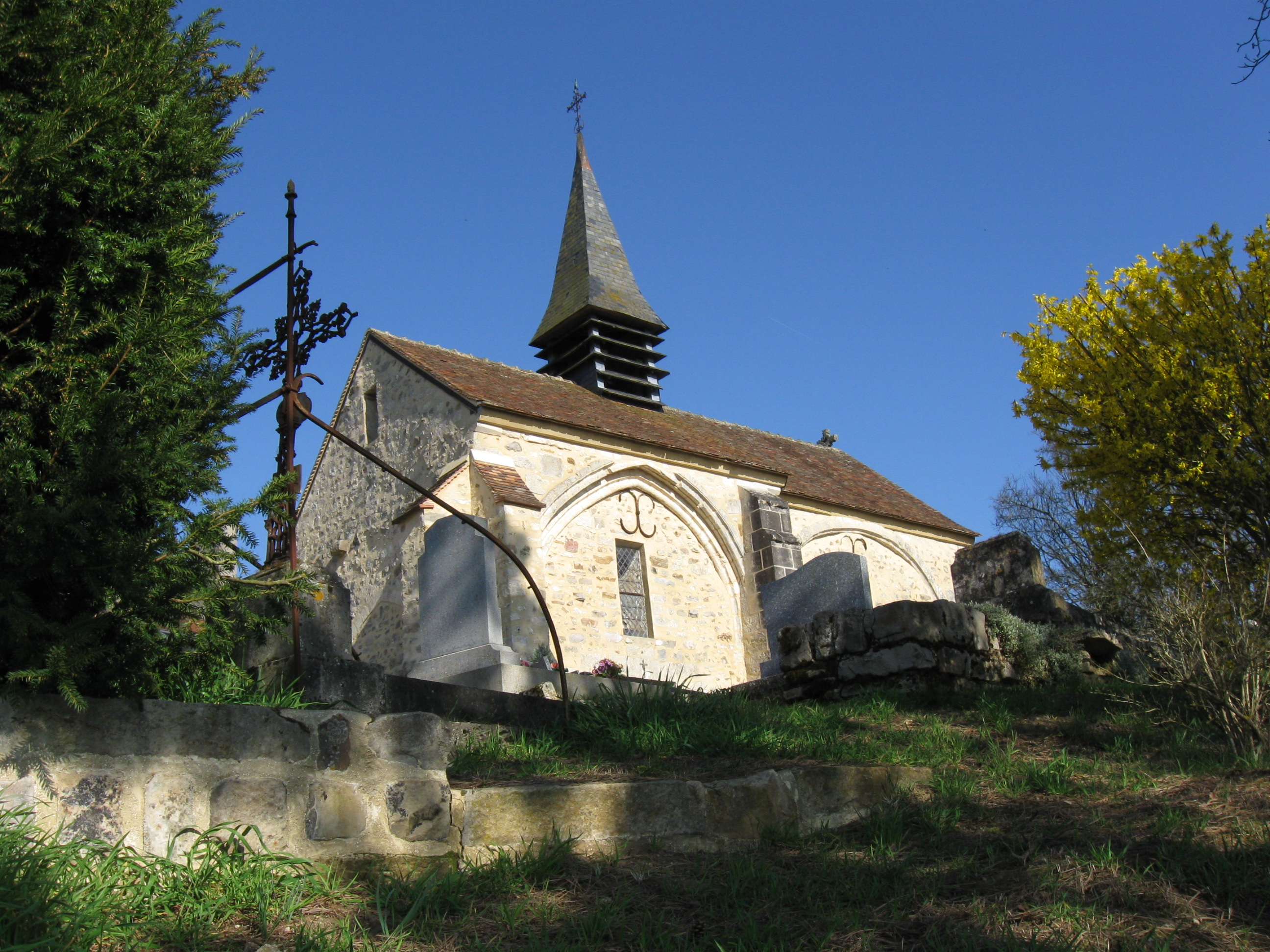
圣康坦小教堂
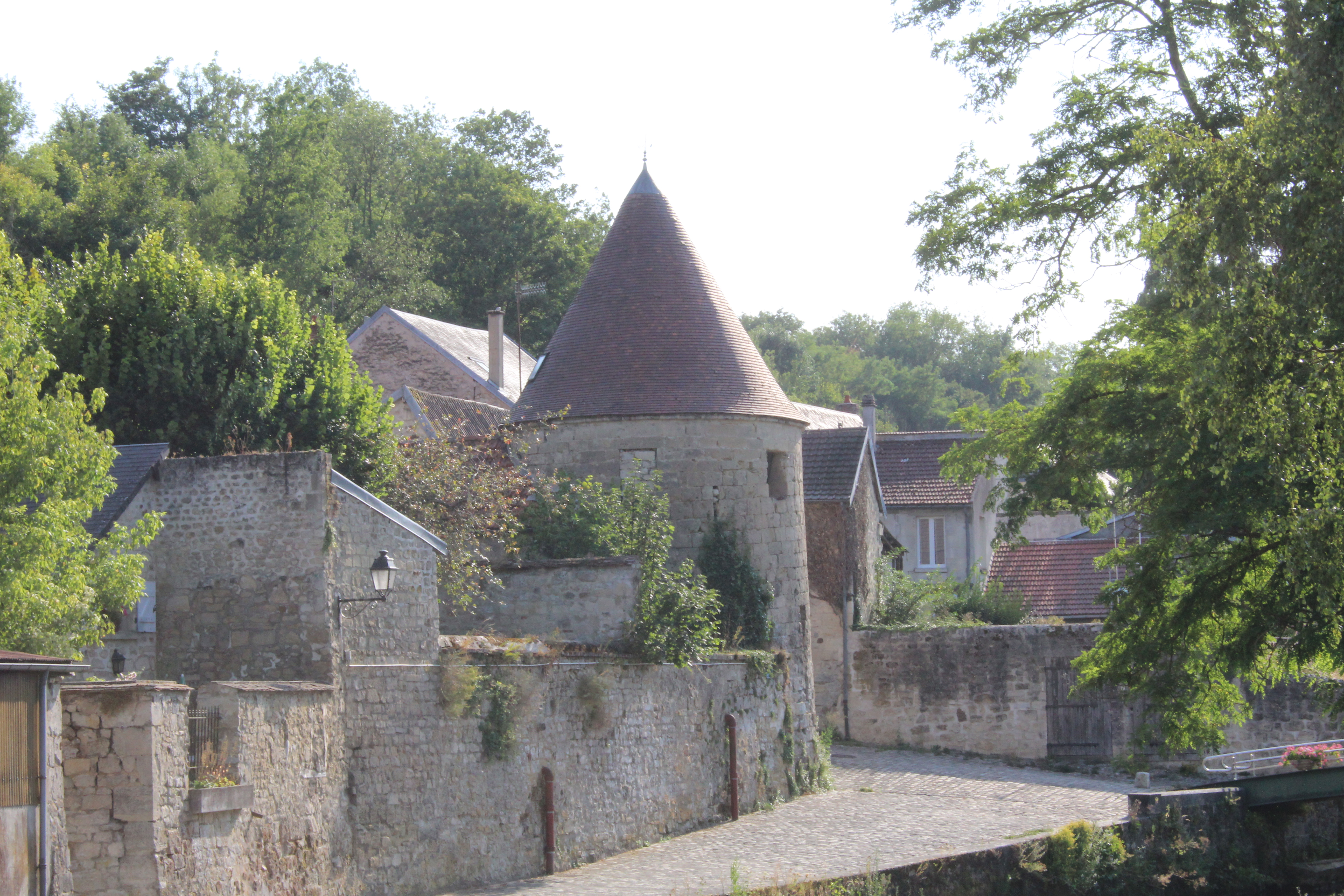
旧城门
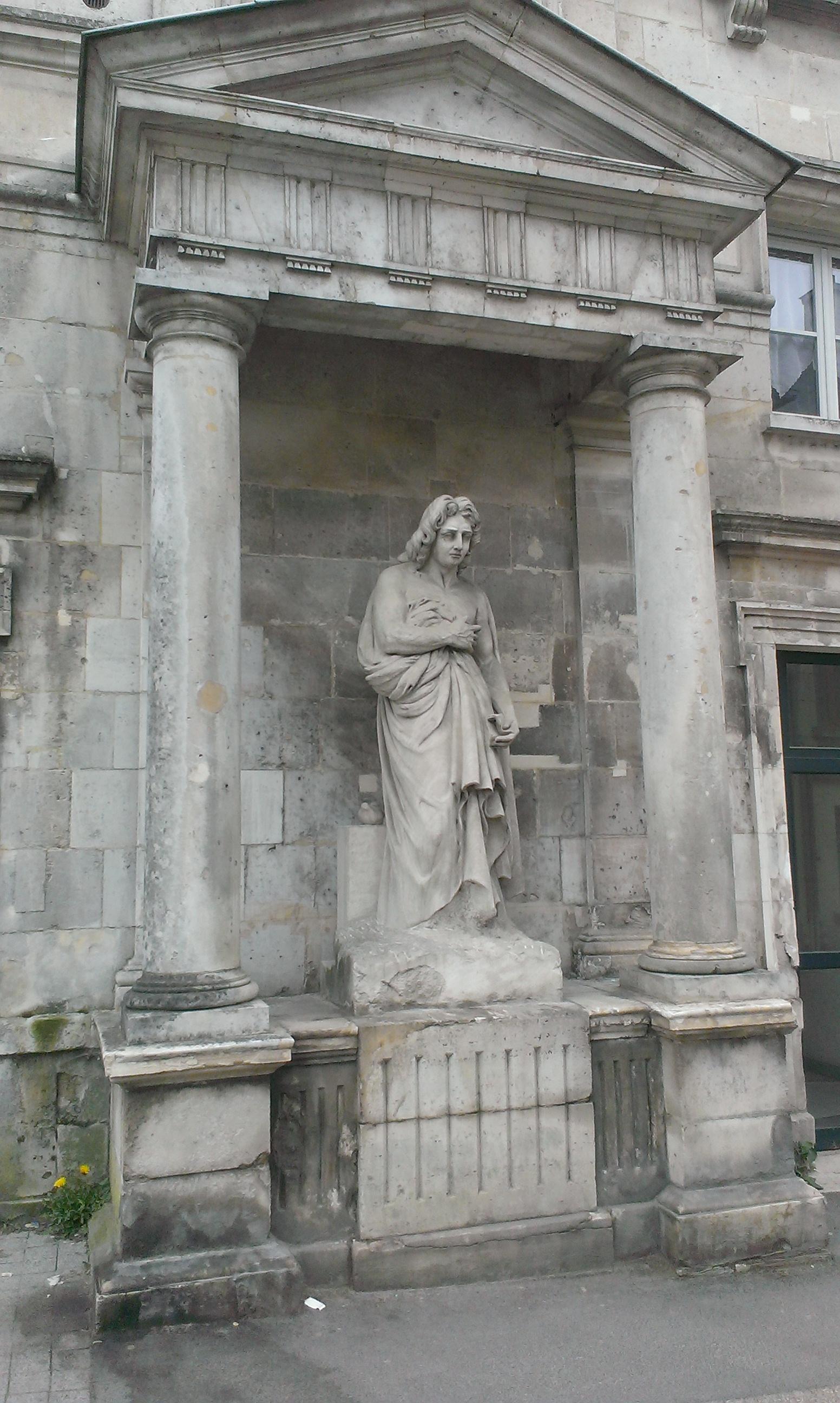
雕塑
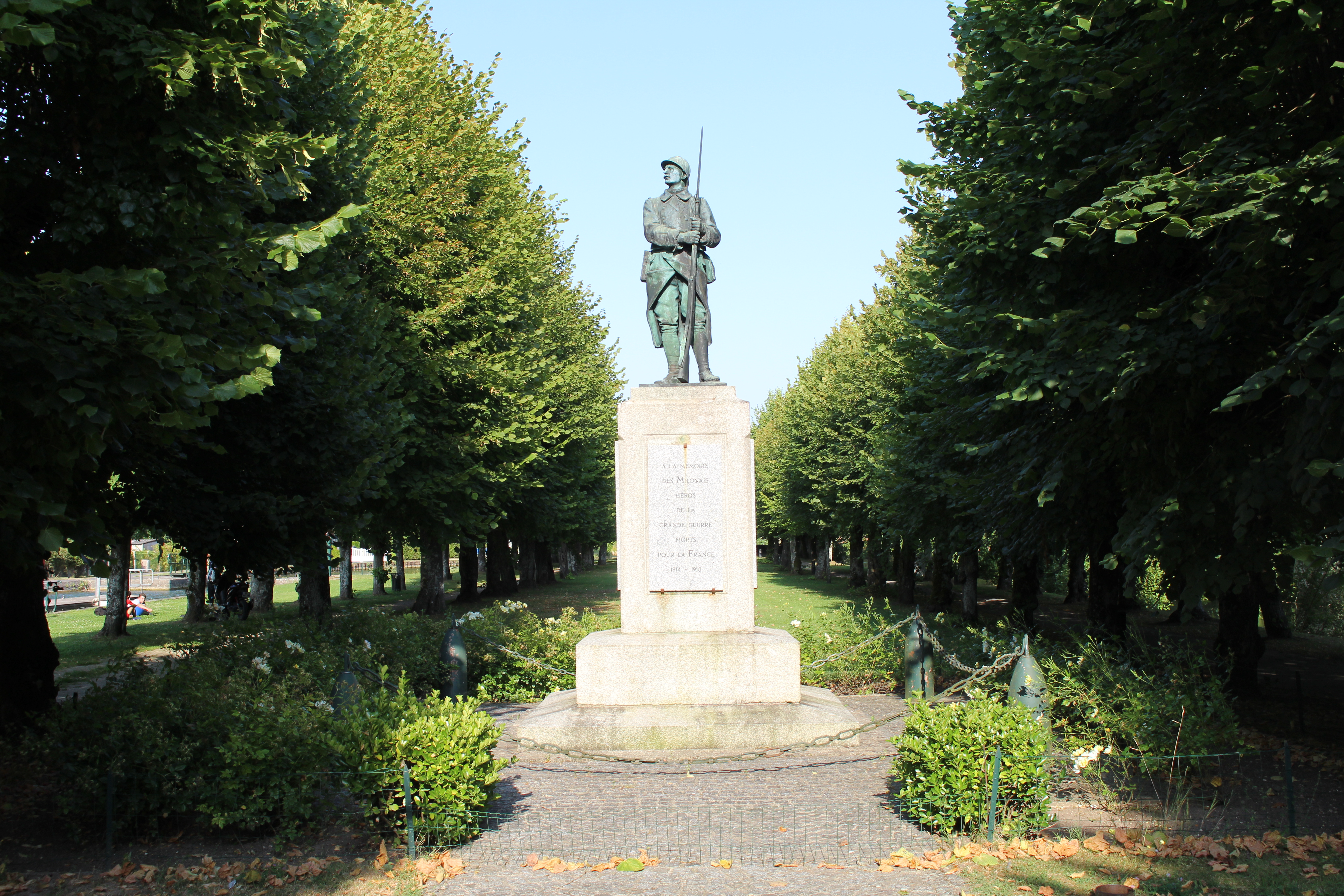
战争纪念碑

### 旅游
米隆堡的旅游事务由其所属的公共社区负责。2020年，米隆堡境内暂无任何游客接待设施。

### 媒体
法国主要的媒体均可在米隆堡接收，法国电视三台下属的上法兰西大区频道在部分时段播出米隆堡所属区域的地方新闻。《皮卡第邮报》、RVM广播、香槟广播等是当地主要的地方性媒体。

## 相关人物
法国剧作家让·拉辛出生于米隆堡。

## 友好城市
截至2022年8月，米隆堡暂未建立任何友好城市关系。